# Lade

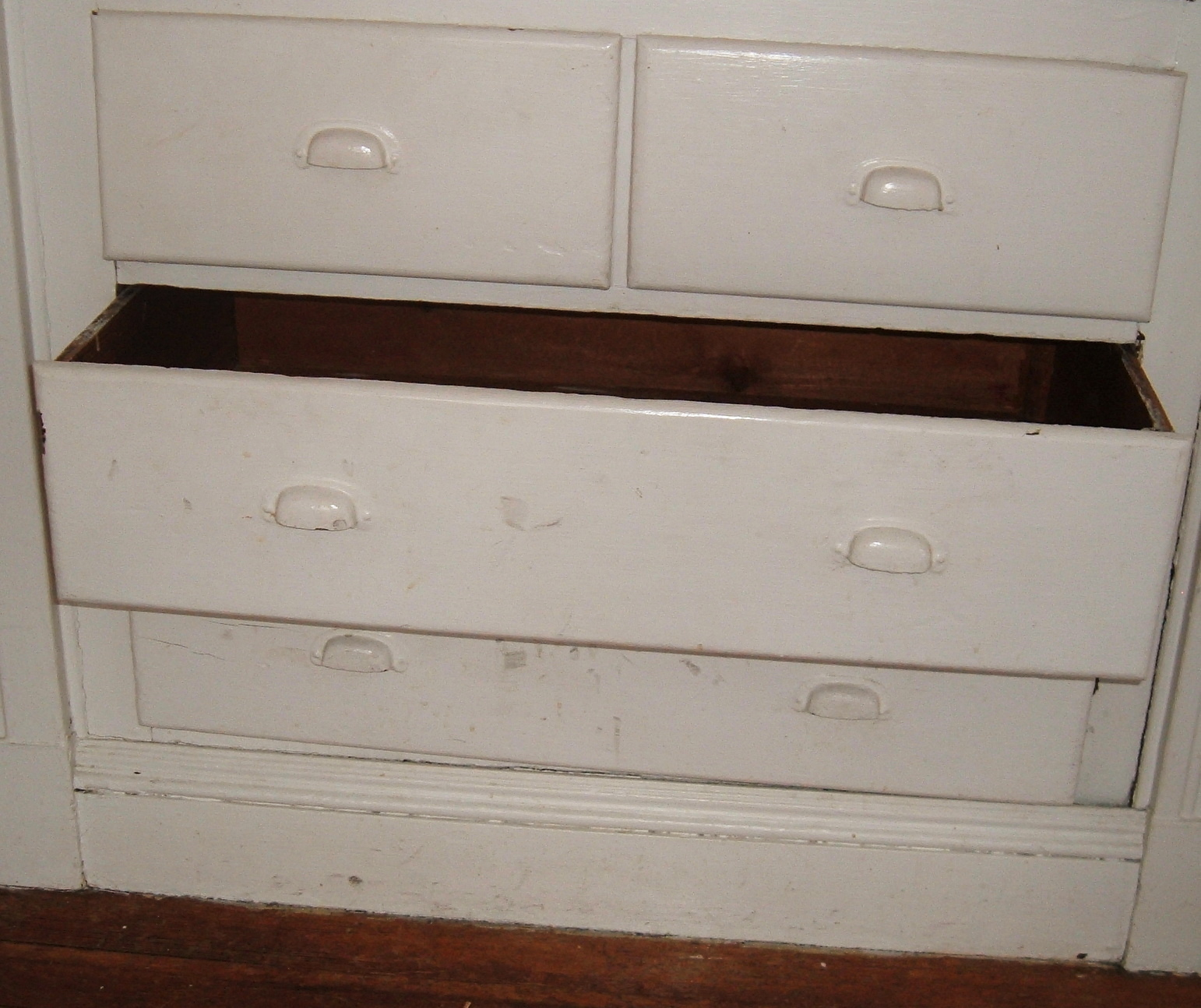
Eenvoudige houten schuiflade in een ladekast

Een lade, ook wel kortweg la genoemd, in België een schuif, is een horizontaal schuivend compartiment dat men gebruikt om voorwerpen in op te bergen. Met een horizontaal schuifmechanisme wordt de open bovenkant, naar behoefte van de gebruiker, in of uit haar bestemde plaats geschoven. Laden treft men veelal aan in kasten, bureaus, tafels en dergelijke opbergplekken.

## Vorm
Haalt men iets uit een lade, dan kijkt men er van bovenaf in, dit in tegenstelling tot een gewone kast waarin men van voren kijkt. 
Een lade is dan ook veelal diep en niet bijzonder hoog. 
Het extreme voorbeeld is de pennenlade die men vaak in een bureau vindt: deze is slechts enkele centimeters hoog en biedt overzichtelijk ruimte aan kleine voorwerpen als pennen en paperclips.

## Constructie

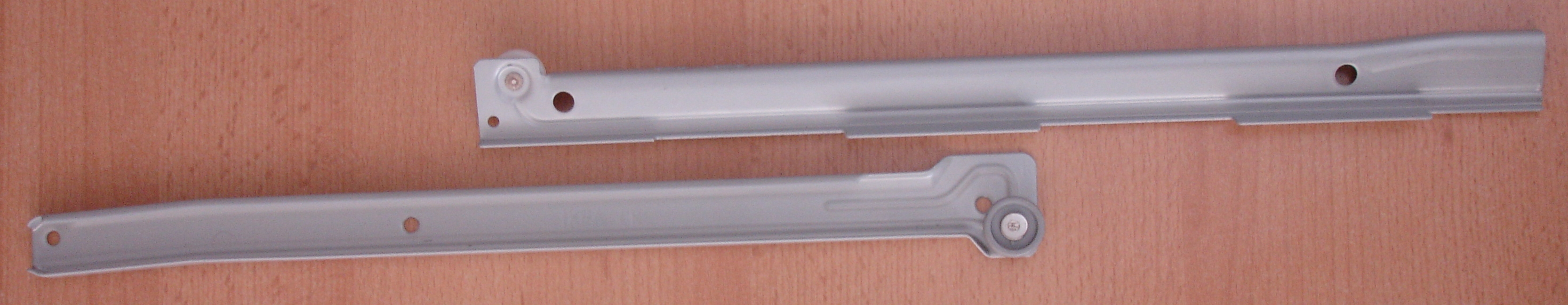
Eenvoudige rail. Het onderste deel wordt in de kast gemonteerd, het bovenste deel aan de lade. De getoonde delen komen aan de rechterkant. De lade wordt daarna door twee wieltjes (aan elk deel een) ondersteund. Het achterstuk van de onderste rail (links) buigt iets naar beneden en het voorstuk van de bovenste rail (rechts) is iets breder. Hierdoor daalt de lade een paar millimeter als hij helemaal dicht wordt geschoven en zal de lade niet vanzelf openschuiven.

In zijn eenvoudigste vorm is een lade een rechthoekige bak die in een kast past.
Zijn er meerdere laden boven elkaar, dan moeten ze niet op elkaar rusten.
Er zijn dan bijvoorbeeld latjes in de kast waarop de laden rusten.
Vaak is de bak veel lager dan het front van de lade, zodat de laden vanzelf op afstand van elkaar blijven.
Het front van een lade is meestal wat groter dan de rest.
Hierdoor wordt de spleet tussen lade en kast afgedekt.
Zijn er rails, dan is deze spleet links en rechts vrij breed - ruim een centimeter.

## Geleiders
Is een lade zwaar beladen, dan is hij moeilijk te openen. 
Een geleiders met glijlager zijn dan een grote verbetering. 
Modernere schuiflademechanismen zijn voorzien van geavanceerdere lagering, veelal met rollagers, die een soepele loop garanderen.
Ze zorgen er ook voor dat de lade in gesloten toestand dicht blijft.
Naast de normale geleiders met rollagers zijn de meeste lades tegenwoordig uitgerust met soft-close geleiders. Deze zorgen ervoor dat de lades het laatste stukje automatisch teruggetrokken worden. Het mechanisme is voorzien van een spanningsveer en een dempingspen. De spanningsveer wordt bij uitschuiven op spanning gebracht en de dempingspen wordt gelijktijdig uitgeschoven, het mechanisme is na het uitschuiven van ongeveer een kwart van de lade op volledige spanning en wordt dan gezekerd door een zekeringen. De lade kan echter gewoon verder geopend worden. Schuift men de lade weer toe dan komt de zekeringspen los en wordt de lade door de spanningsveer toe getrokken, dit gebeurt echter langzaam door te weerstand die de dempingspen voorbrengt.
Een lade kan meestal niet volledig worden uitgetrokken.
Trekt men te ver, dan valt de lade uit de kast, tenzij er een mechanisme is om dit te verhinderen.
Een probleem is daarbij dat het achterste deel van de lade niet toegankelijk is.
Er bestaan echter rails die uit drie delen bestaan en waarmee het mogelijk is de hele lade uit de kast te trekken.

## Andere typen
In de techniek wordt het woord lade ook gebruikt voor iedere andere inrichting met een soortgelijk schuifmechanisme doch die een functie anders dan opbergen hebben. De ovenlade, de aslade en ook de cd/dvd-lade zijn voorbeelden van een dergelijke betekenis.

## Wetenswaardig
- Het aanbrengen van laden in kasten was een Franse uitvinding.[2]